# Yarbaşı, Kelkit
Yarbaşı là một xã thuộc huyện Kelkit, tỉnh Gümüşhane, Thổ Nhĩ Kỳ. Dân số thời điểm năm 2008 là 36 người.